# Times Publishing Company
Times Publishing Company é uma editora de jornais e revistas. Seu principal produto é o St. Petersburg Times, um jornal diário da área da Baía de Tampa. Também publica a revista de negócios Florida Trend e o jornal diário Tampa Bay Times.
Sua sede encontra-se em São Petersburgo. Pertence ao Poynter Institute.